# Bullerforsens kraftverk

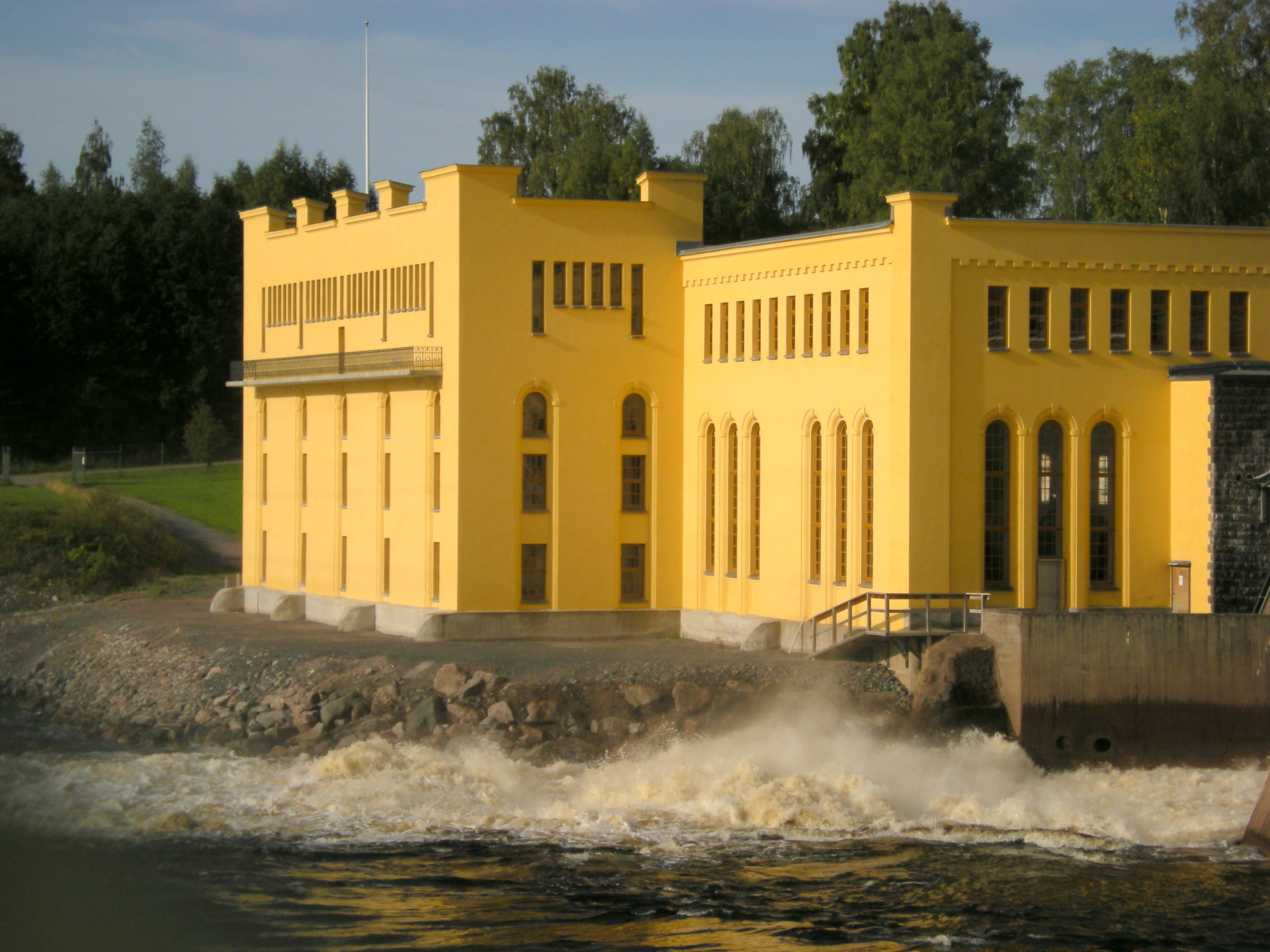
Bullerforsens gamla anläggning

Bullerforsens kraftverk är en av fyra vattenkraftsanläggningar i de så kallade Tunaforsarna i Dalälven.
Kraftverket är ritat av svenske arkitekten Klas Boman och uppfördes 1907–1910. Det utvidgades 1913. För att få en bättre verkningsgrad moderniserades anläggningen 1926. Under 1960-talet moderniserades kraftverket och personalen drogs in. Åren 1989 till 1990 tillkom Bullerforsens nya station. Ett aggregat och en ny damm byggdes. 1997–1998 utvidgades stationen med ett andra aggregat, vilket togs i drift i augusti 1998. Samma år (1998) togs den gamla stationen ur drift.